# Орин Смит
Орин Смит (енгл. Orin C. Smith; Рајдервуд, 26. јун 1942 — Палм Дезерт, 1. март 2018) је био амерички бизнисмен, председник и главни извршни директор Старбакса 2000—2005. године. Придружио се компанији као потпредседник и главни финансијски директор 1990. године, постао је председник и главни оперативни директор 1994. и директор 1996. године. Претходио му је Хауард Смит, а наследио га је Џим Доналд. 

## Биографија
Рођен је 26. јуна 1942. у Рајдервуду, у логору за дрвосече. Убрзо након његовог рођења, породица се преселила у Шехејлису, где је завршио средњу школу. Био је члан средњошколског кошаркашког тима Bearcats 1960. године, који је освојио државно првенство у кошарци. Локална библиотека Вернета Смит у Шехејлису, део система регионалне библиотеке Тимберленд, носи име његове мајке. Дипломирао је на Универзитету у Вашингтону 1965. и на Економском факултету Универзитету Харвард 1967. Пре него што се придружио Старбаксу, већи део своје каријере је провео у менаџмент консалтингу са Deloitte & Touche. Касније је постао главни службеник за буџет, за гувернере Дикси Ли Реј и Бут Гарднер, након чега је постао финансијски директор две међународне транспортне компаније.
Старбакс се проширио на више од 10.000 локација широм света и више од пет милиона долара у продаји док је Смит радио као финансијски, а затим извршни директор. Допринео је повезивању компаније са производњом кафе и заштитом кишних шума. Године 2005. се повукао из Старбакса, убрзо је постао директор компаније Најки и Дизни. Изабран је за независног главног директора компаније Волт Дизни 13. марта 2012. године. Био је председник Старбакс фондације, потпредседник регентског одбора Универзитета у Вашингтону и члан управног одбора Conservation International. 
Био је добитник многих признања и награда, укључујући највећу награду за дипломце Економског факултета Универзитета Харвард и изабран је за једног од најбољих менаџера Business Week 2004. године. Преминуо је од рака гуштераче у свом дому у Палм Дезерту 1. марта 2018.